# Keep Calm and Carry On

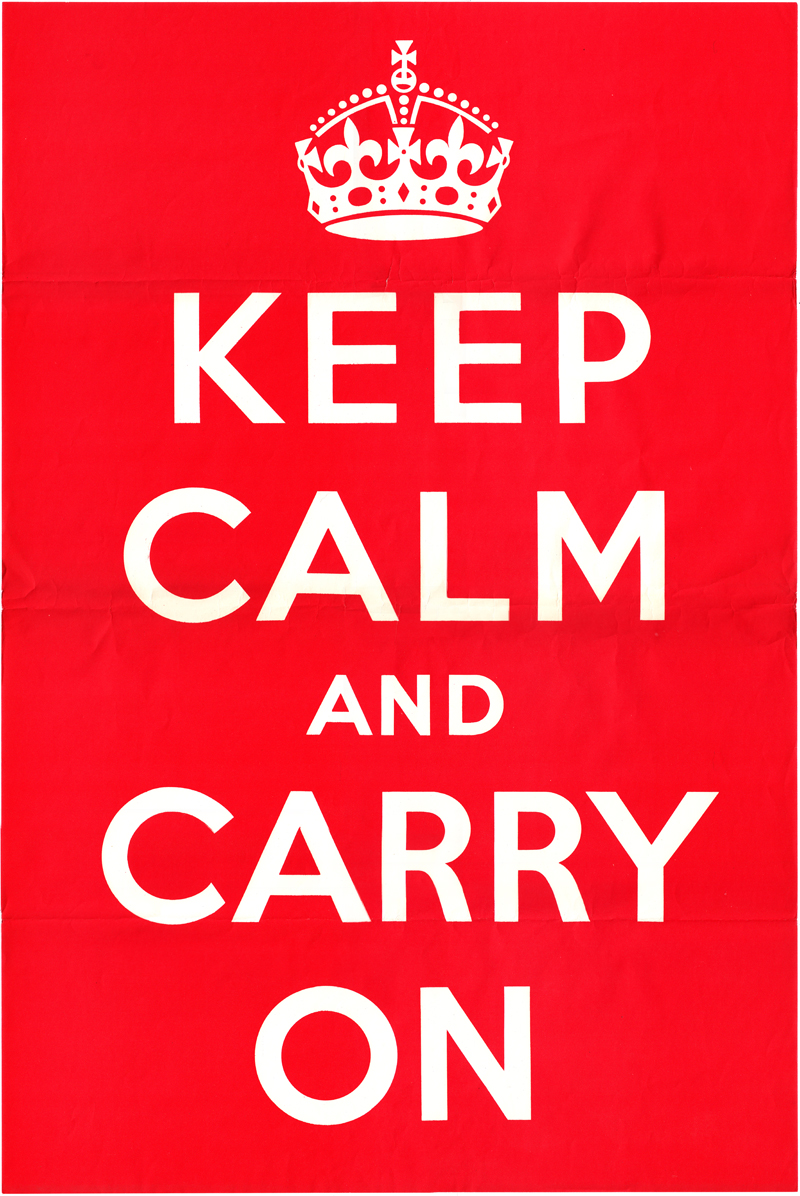
Scan eines Posters

Keep Calm and Carry On (englisch ‚bleib ruhig und mach weiter‘) war ein Motivationsposter, das 1939 von der britischen Regierung produziert wurde. Da das Poster nie veröffentlicht wurde, war es bis zu seiner Wiederentdeckung im Jahr 2000 relativ unbekannt; in der Folge hat es große Popularität erlangt.
Das Poster war ursprünglich vom Informationsministerium in einer Auflage von über 2.500.000 Stück gedruckt worden, um die Moral der Bevölkerung im Falle eines schweren Militärschlags zu stärken. Gedacht war es als dritter Teil einer Serie nach Freedom Is In Peril. Defend It With All Your Might und Your Courage, Your Cheerfulness, Your Resolution Will Bring Us Victory, die landesweit verteilt worden waren.
Das Poster wurde im Jahr 2000 in einem Antiquariat in Alnwick (Northumberland, England) wiederentdeckt. Weil das Urheberrecht für Veröffentlichungen des britischen Staates (Crown Copyright) nach 50 Jahren ausläuft, ist es inzwischen gemeinfrei. Es erfreute sich schnell nicht nur als Poster, sondern auch als Aufdruck auf Kleidung, Kaffeebechern und zahlreichen weiteren Artikeln großer Beliebtheit; allein der Buchladen, in dem das Poster wiederentdeckt wurde, hatte bis 2009 41.000 Kopien davon verkauft. Der Slogan ist in Großbritannien zum geflügelten Wort geworden, das in Artikeln zahlreicher Zeitungen wie The Times, The Independent oder The Guardian auftaucht. Auf der Webseite des Economist wurde die Parole seit 2011 bereits vier Mal als Überschrift verwendet.
Aufgrund der Beliebtheit gibt es inzwischen zahlreiche Parodien, die die Gestaltung des Posters übernehmen, aber den Text ändern. Beispiele dafür sind Now Panic and Freak Out, Don’t Panic and Fake a British Accent oder Keep Calm and Have a Cupcake (mit einem Cupcake anstelle der Krone). Eine Mobile App, mit der man eigene Versionen erstellen kann, wurde nach Angaben des Anbieters bereits 100.000 Mal verkauft.